# Fourteenth United States Army
La Fourteenth United States Army fu un'armata dell'Esercito degli Stati Uniti durante il periodo della seconda guerra mondiale. Istituita sulla carta in Inghilterra nell'agosto 1944, si trattava in realtà di un'unità interamente fittizia e non concretamente esistente, creata al fine di sviare le attività di spionaggio della Germania nazista durante gli scontri della battaglia di Normandia.

## Storia
Come parte della campagna di guerra psicologica e depistaggio attuata dagli Alleati occidentali per sviare l'attenzione della Germania dai preparativi e dall'attuazione dello sbarco in Normandia (nome in codice "operazione Fortitude"), il 24 agosto 1944 Joan Pujol García, un agente segreto tedesco che tuttavia faceva il doppio gioco a favore degli anglo-statunitensi, segnalò ai suoi referenti l'avvenuta attivazione nel Regno Unito di una "Fourteenth United States Army", parte dell'altrettanto fittizio First United States Army Group e posta agli ordini del generale John Lucas.
Pujol García riferì ai tedeschi «molte cose curiose circa la composizione di questa Fourteenth United States Army; tra queste, disse che nelle sue file vi erano molti carcerati rilasciati dalle prigioni degli Stati Uniti al fine di essere arruolati in una sorta di "legione straniera" sul modello di quella francese o di quella spagnola. Si poteva quasi dire che vi erano brigate composte da gangster e uomini assetati di sangue, appositamente selezionati per combattere contro i giapponesi, uomini che non dovevano prendere prigionieri di guerra ma piuttosto amministrare una crudele giustizia con le loro stesse mani».

## Ordine di battaglia
L'ordine di battaglia dell'armata, tutto composto da unità fittizie, cambiò varie volte a mano a mano che l'operazione Fortitude progrediva, al fine di trarre continuamente in inganno i servizi segreti tedeschi; a un certo punto esso arrivò a comprendere le seguenti unità:
- Fourteenth United States Army (quartier generale a Little Waltham)
  -  9th Airborne Division (Leicester)
  -  21st Airborne Division (Fulbeck)
  -  XXXIII Corps (Bury St Edmunds)
    -  11th Infantry Division (Bury St Edmunds)
    -  48th Infantry Division (Woodbridge)
    -  25th Armored Division (East Dereham)

  - XXXVII Corps (Chelmsford)
    -  17th Infantry Division (Hatfield Peverel)
    -  59th Infantry Division (Ipswich)